# Brewster (Massachusetts)
Brewster és una població dels Estats Units a l'estat de Massachusetts. Segons el cens del 2000 tenia 10.094 habitants.

## Demografia
Segons el cens del 2000, Brewster tenia 10.094 habitants, 4.124 habitatges, i 2.853 famílies. La densitat de població era de 169,6 habitants per km².
Dels 4.124 habitatges en un 25,7% hi vivien nens de menys de 18 anys, en un 57,9% hi vivien parelles casades, en un 8,9% dones solteres, i en un 30,8% no eren unitats familiars. En el 24,8% dels habitatges hi vivien persones soles el 12,6% de les quals corresponia a persones de 65 anys o més que vivien soles. El nombre mitjà de persones vivint en cada habitatge era de 2,34 i el nombre mitjà de persones que vivien en cada família era de 2,79.
Per edats la població es repartia de la següent manera: un 20,9% tenia menys de 18 anys, un 4,3% entre 18 i 24, un 21,5% entre 25 i 44, un 27% de 45 a 60 i un 26,2% 65 anys o més.
L'edat mediana era de 47 anys. Per cada 100 dones de 18 o més anys hi havia 82,2 homes.
La renda mediana per habitatge era de 49.276 $ i la renda mediana per família de 57.174$. Els homes tenien una renda mediana de 41.407 $ mentre que les dones 33.388$. La renda per capita de la població era de 24.638$. Entorn de l'1,6% de les famílies i el 3,7% de la població estaven per davall del llindar de pobresa.